# Louise Charlotte van Denemarken

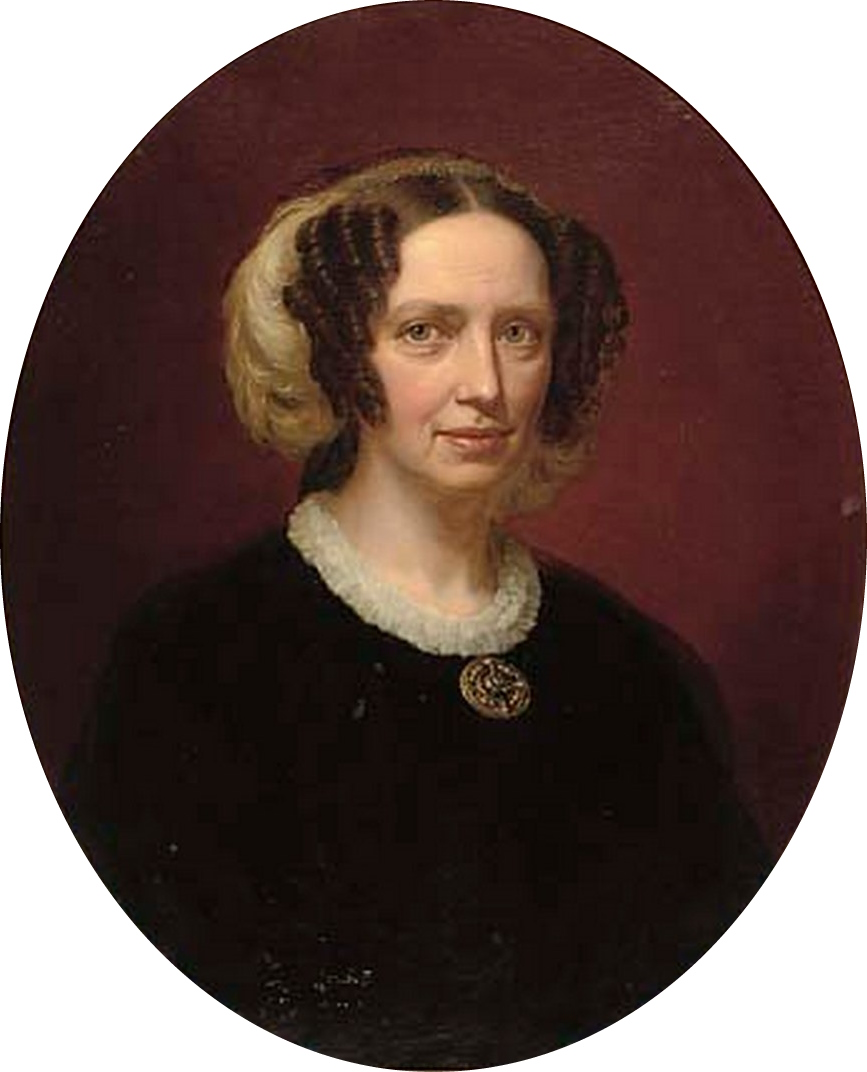
Louise Charlotte van Denemarken.

Louise Charlotte van Denemarken (Kopenhagen, 30 oktober 1789 — aldaar, 28 maart 1864) was een Deense prinses uit het huis Oldenburg.

## Levensloop
Louise Charlotte werd geboren op paleis Christiansborg als jongste dochter van kroonprins Frederik van Denemarken uit diens huwelijk met Sophia Frederika, dochter van hertog Lodewijk van Mecklenburg-Schwerin. 
Op 10 november 1810 huwde ze op het paleis van Amalienborg met prins Willem van Hessen-Kassel (1787-1867), zoon van Frederik van Hessen-Kassel, generaal in het Deense leger. Louise Charlotte werd door tijdgenoten omschreven als verstandig, praktisch en spaarzaam en hield de financiën van haar huishouden onder strikte controle. Ook had ze enige interesse in kunst en poëzie en voelde ze zich naar eigen zeggen een Deense patriot. Daarnaast speelde ze een zekere rol in de opvolgingscrisis die ontstond toen haar neef Frederik VI zonder mannelijke nakomelingen bleef. Ze steunde de oplossing dat haar tak van de familie de troon moest overnemen en verzette zich tegen de oplossing dat het huis Sleeswijk-Holstein-Sonderburg-Glücksburg op de troon zou komen.
In 1839 volgde haar broer Christiaan VII de overleden Frederik VI op als koning van Denemarken en tijdens diens regering had Louise Charlotte een belangrijke positie aan het hof in Kopenhagen, omdat haar broer wenste dat haar nakomelingen de Deense troon zouden bestijgen als de mannelijke lijn van het huis Oldenburg zou uitsterven. Na de dood van Christiaan VII in 1848 kwam diens kinderloze zoon Frederik VII aan de macht. 
In 1850 werd de Deense regering door het tsaardom Rusland onder druk gezet om hun steun aan de nakomelingen van Louise Charlotte op te zeggen en de aanspraken van het huis Sleeswijk-Holstein-Sonderburg-Glücksburg op de Deense troon te ondersteunen. Aanvankelijk stond ze zeer weigerachtig om haar aanspraken op de Deense troon af te staan, omdat het hoofd van het huis Sleeswijk-Holstein-Sonderburg-Glücksburg, de toekomstige koning Christiaan IX van Denemarken en tevens haar schoonzoon, tijdens de Eerste Duits-Deense Oorlog anti-Deense gevoelens had vertolkt. Nadat ze er van overtuigd kon worden dat Christiaan veel steun kreeg voor zijn claim op de troon, trokken Louise Charlotte en haar zoon Frederik hun aanspraken op de Deense troon in. Na de dood van Frederik VII in november 1863 besteeg haar schoonzoon Christiaan de Deense troon.
Louise Charlotte stierf in maart 1864 op het paleis Christiansborg.

## Nakomelingen
Louise Charlotte en haar echtgenoot Willem van Hessen-Kassel kregen zes kinderen:
- Carolina (1811-1829)
- Marie Louise (1814-1895), huwde in 1832 met Frederik August van Anhalt-Dessau
- Louise (1817-1898), huwde in 1842 met koning Christiaan IX van Denemarken
- Frederik (1820-1884), landgraaf van Hessen-Kassel, huwde eerst in 1844 met grootvorstin Alexandra Nikolajevna van Rusland, dochter van tsaar Nicolaas I van Rusland, en daarna in 1853 met Anna van Pruisen
- Augusta (1823-1899), huwde in 1845 met baron Karel van Nasbyholm
- Sophia (1827-1827)

- Gemeinsame Normdatei: 1024339092
- International Standard Name Identifier: 0000 0003 7973 8499
- Virtual International Authority File: 258599133